# 살리안구
살리안구(아제르바이잔어: Salyan rayonu)는 아제르바이잔 남동부에 위치한 구로 행정 중심지는 살리안이며 면적은 1,811km2, 인구는 121,400명이다. 쿠라강과 인접해 있으며 동쪽으로는 카스피해와 접한다. 구 북부에는 석유를 생산하는 유정이 많이 들어서 있다.